# Parque Arqueológico da Serra de Santo Antônio
O Parque Arqueológico da Serra de Santo Antônio é um parque arqueológico localizado na Serra de Santo Antônio, no município brasileiro de Andrelândia, estado de Minas Gerais e está incluído na lista do patrimônio histórico, arqueológico, etnográfico, paisagístico, de belas-artes e de artes aplicadas tombado no Brasil, sendo considerado como tipo BI (Bem Imóvel) a nível municipal; desde 2002.
A Unidade de Conservação é gerida pelo Núcleo de Pesquisas Arqueológicas do Alto Rio Grande (NPA) uma organização não governamental (ONG) sem fins lucrativos, voltada para pesquisa e proteção do patrimônio histórico, arqueológico e ambiental. Essa ONG, primeira de seu gênero no Brasil, foi declarada entidade de utilidade pública municipal pela Lei 941 de 22 de novembro de 1994.
Pela iniciativa de criação do parque, o NPA ganhou o Prêmio Rodrigo Melo Franco de Andrade do Instituto do Patrimônio Histórico e Artístico Nacional (IPHAN), na edição de 2003, como Melhor Ação de Proteção do Patrimônio Arqueológico e Natural.
A unidade de conservação tem uma área de 12 hectares, com altitudes variando entre 1 000 m e 1 200 m. É bastante conhecido por suas pinturas rupestres. São cerca de 500 figuras geométricas e zoomorfas, dispostas ao longo de cerca de 50 metros de um enorme paredão rochoso, em um local abrigado da chuva. Há evidências de terem sido feitas em pelo menos três épocas diferentes. O local tem ainda intrusões da pouco conhecida Tradição Astronômica. As pinturas rupestres da Serra de Santo Antônio constituem o mais importante patrimônio cultural (patrimônios artístico, histórico e pré-histórico) de uma vasta área de Minas Gerais.
O parque ainda conta com diversas grutas, trilhas na mata e nascentes de pequenos mananciais, o que acaba contribuindo com o ecoturismo da cidade de Andrelândia e municípios de sua região. Possui área de reflorestamento, que conta com quatro hectares.